# Le Landreau

Le Landreau este o comună în departamentul Loire-Atlantique, Franța. În 2009 avea o populație de 2,915 de locuitori.